# Euselasia venezolana
Euselasia venezolana är en fjärilsart som beskrevs av Adalbert Seitz 1913. Euselasia venezolana ingår i släktet Euselasia och familjen Riodinidae. Inga underarter finns listade i Catalogue of Life.